# Acalolepta corpulenta
Acalolepta corpulenta är en skalbaggsart som först beskrevs av Stefan von Breuning 1935.  Acalolepta corpulenta ingår i släktet Acalolepta och familjen långhorningar. Inga underarter finns listade i Catalogue of Life.